# Federazione pallavolistica della Turchia
La Federazione turca di pallavolo (tur. Türkiye Voleybol Federasyonu, TVF) è un'organizzazione fondata nel 1966 per governare la pratica della pallavolo in Turchia.
Organizza il campionato maschile e femminile, e pone sotto la propria egida la nazionale maschile e femminile.
Ha aderito alla FIVB nel 1966.